# 三谷康彦
三谷康彦（みたにやすひこ、1947年 - ）は日本のランドスケープアーキテクト。現在、ランドスケープの計画・設計事務所、株式会社MLS（三谷 ランドスケープスタジオ）を主宰、代表兼チーフデザイナーとして活躍する。日本の登録ランドスケープアーキテクト (RLA)、アメリカ合衆国メリーランド州登録ランドスケープ・アーキテクト。1級造園施工管理技士・2級土木施工管理技士。東京都市大学非常勤講師。IFLA Japanの代表、アメリカ造園協会ASLA正会員。

## 略歴
信州大学農学部林学科で造園学を専攻し、1971年に卒業。同年、環境事業計画研究所へ入社の傍ら、京都大学農学部林学科造園学研究室研修生。1972年、研修生を修了。
1975年、京都の小島庭園に入門。庭師の小島浅造に弟子入りする。
1981年に渡米しPotomac Garden Center（メリーランド州ポトマック）へ入社。その後、メリーランド州ロックビルにて株式会社 JLA (Japan Landscape Architecture, Inc.) を設立し設計から責任施工までの一貫体制で業務を進めていた。
1990年からPeter Walker and Partners, Inc.へ入社。プロジェクトマネジャー兼デザイナーとして数々の作品を残す。
1998年に日本に帰国し株式会社日建設計へ入社。設計主管、設計長、ランドスケープ室長を経て、理事・技師長を務める。
2009年から自身のスタジオ、株式会社MLSを設立。ランドスケープ計画・設計に携わる。

## 主な受賞や作品
- 京都迎賓館庭園設計 - 2006年に日本造園学会学会作品大賞と国際照明デザインアワード、2010年にIFLA (International Federation of Landscape Architects) からThe 7th IFLA APR Awards for Landscape Architecture のLandscape Designのカテゴリーにて「アワードオブエクシェレンス」(APR AWARD OF EXCELLENCE)を授与される[1]。
- IMF＆世界銀行本部コートヤードの日本庭園 - 1985年
- Boland Trane Company 本社のランドスケープ
- ボーランド・トレーン・カンパニー本社ビル外構庭園 - 1985年
- Bennett Residence - 1990年 Honorable Mention Awards
- 豊田市美術館ランドスケープ - 1998年 ASLA MERIT AWARD
- さいたまけやき広場 - 2004年 ASLA MERIT AWARD
- 東京ディズニーシー　ランドスケープ [2]
- 中部国際空港ランドスケープ設計 - 愛知県常滑市セントレア, 2005年
- アラブ首長国連邦ドバイ・マリタイムシティー・ランドスケープ
- スイス　ストルツメディカルカンパニー本社中庭 - 2006年、設計監理：Gunter Hermann Architekten
- IBM幕張ビル ランドスケープ
- ボーランド・トレーン・カンパニー本社ビル外構庭園
- 東京海上東日本研修センターランドスケープ - 栃木県下野市薬師寺, 1995年 設計監理：鹿島デザイン
- 播磨科学公園都市 ランドスケープ - 兵庫県赤穂郡上郡町光都, 1992～1997年 設計監理：磯崎新アトリエ
- IHI社本社ビルランドスケープ - 東京都江東区豊洲, 2006年
- 台北ハウジング「軽井沢」ランドスケープ - 台北市北投區, 1998年, 「軽井沢」と言う名の高級マンション3棟, 設計監理：Kuo Cheng Liao P.S.Chen&Partners・Architects & Planners
- ジョージ・シュルツ大統領国務大臣のワシントン邸宅庭園
- ジェームス・ベグス（NASA長官）邸庭園
- トゥィッチェル米国陸軍将軍邸庭園
- 洗足学園溝の口キャンパス 前田ホール前庭園 - 神奈川県川崎市, 2016年11月 かたばみ興業株式会社と
- 興舊山歓喜院大森山 復興事業 - 愛知県名古屋市守山区弁天が丘, 一期工事：2012年11月～2014年3月、二期工事：2014年9月～2015年5月 建築設計総合：KUU・KAN設計室（佐藤義信）+原建築設計事務所（原眞佐実）
- 日本平ホテル外部空間 - 静岡県静岡市清水区馬走, 2012年
- 東京スカイツリーランドスケープ基本設計 - 東京都墨田区押上, 2012年
- THE ROPPONGI TOKYO ランドスケープ基本設計 - 東京都港区六本木, 2011年10月
- 鈴木大拙館ランドスケープ - 石川県金沢市本多町, 2011年7月 建築は谷口建築設計研究所
- 國學院大學渋谷キャンパスキャンパス広場・歩行空間ランドスケープ - 東京都渋谷区東, 2009年
- 大手町プロジェクトランドスケープ、庭園設計 - 東京都千代田区大手町, 2009年
- 住商竹橋ビル前庭のリノベーションプロジェクト - 東京都千代田区一ツ橋, 2009年
- 東京ミッドタウンランドスケープ - 東京都港区赤坂, 2007年 設計監理:日建設計
- 名古屋ルーセントタワーランドスケープ - 名古屋市西区牛島町, 2007年 設計監理：日建設計

## 著書
共著
- 日本建築学会編纂「建築資料集成」（「ランドスケープ」 の章）
- 「新建築」（新建築社）連載「連歌ランドスケープ」
- 環境デザイン学―ランドスケープの保全と創造 朝倉書店 2007